# جيمي بانكس
جيمي بانكس (بالإنجليزية: Jimmy Banks)‏ (2 سبتمبر 1964 بميلواكي في الولايات المتحدة - 26 أبريل 2019) هو مدرب كرة قدم ولاعب كرة قدم أمريكي في مركز الدفاع، شارك في كأس العالم 1990. وشارك مع منتخب الولايات المتحدة لكرة القدم. أما مع النوادي، فقد لعب مع ميلواكي وايف. توفي يوم 26 أبريل 2019 بعد صراعٍ مع سرطان البنكرياس.

## وصلات خارجية
- جيمي بانكس على موقع الاتحاد الدولي (مؤرشف)  (الإنجليزية)
- جيمي بانكس على موقع قاعدة بيانات كرة القدم.إي يو (الإنجليزية)
- جيمي بانكس على موقع ناشيونال فوتبول تيمز (الإنجليزية)